# Abierto de Estados Unidos 1978
El Abierto de Estados Unidos 1978 es un torneo de tenis disputado en superficie dura, siendo el cuarto y último torneo del Grand Slam del año.

## Finales

### Sénior

#### Individuales masculinos[1]
Jimmy Connors vence a  Björn Borg, 6–4, 6–2, 6–2

#### Individuales femeninos[2]
Chris Evert vence a  Pam Shriver, 7–5, 6–4

#### Dobles masculinos[3]
Bob Lutz /  Stan Smith vencen a  Marty Riessen /  Sherwood Stewart, 1-6, 7-5, 6-3

#### Dobles femeninos[4]
Billie Jean King /  Martina Navrátilová vencen a  Kerry Melville Reid /  Wendy Turnbull, 7–6, 6–4

#### Dobles mixto[5]
Betty Stöve /  Frew McMillan vencen a  Billie Jean King /  Ray Ruffels, 6–3, 7-6

### Junior[6]

#### Individuales masculinos
Per Hjertquist vence a  Stefan Simonsson, 7-6, 1-6, 7-6

#### Individuales femeninos
Linda Siegel vence a  Ivanna Madruga, 6–4, 6-4

#### Dobles masculinos
El torneo comenzó en 1982.

#### Dobles femeninos
El torneo comenzó en 1982.